# Eduard Wilhelm Westphal

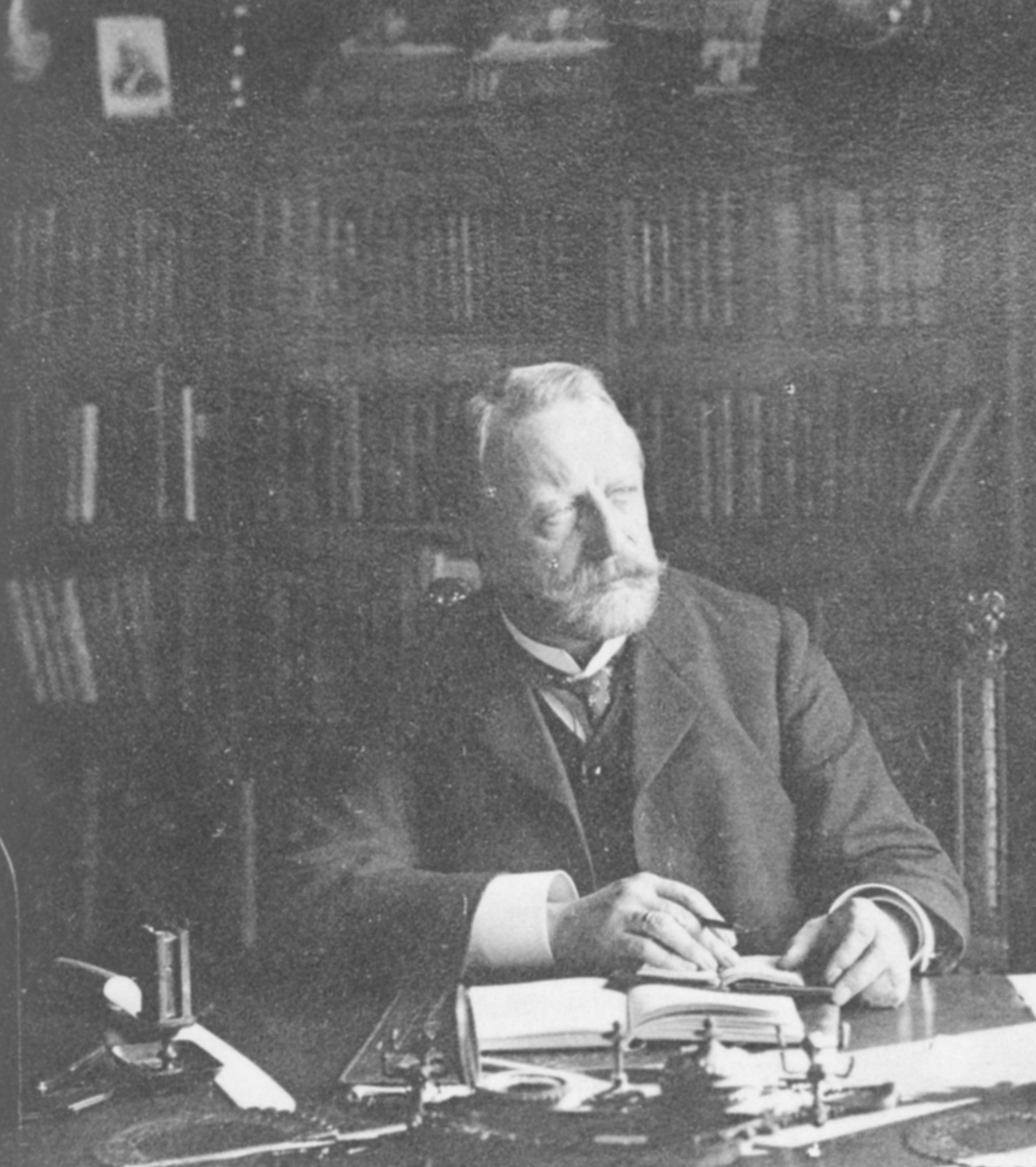
Eduard Wilhelm Westphal

Eduard Wilhelm Westphal (* 11. Januar 1856 in Hamburg; † 7. Juli 1916 ebenda) war ein deutscher Rechtsanwalt und Politiker.

## Leben
Westphal promovierte 1878 in Göttingen und wurde am 11. Dezember 1878 in Hamburg als Advokat immatrikuliert. Er trat 1882 in die Anwaltssozietät der Hamburger Anwälte Julius Ludwig Seebohm und Julius Scharlach ein, in die 1903 auch Scharlachs Sohn Otto Scharlach mit eintrat. Er gehörte seit 1902 dem Vorstand der Hamburger Rechtsanwaltskammer an und war ab 1912 deren stellvertretender Vorsitzender. Der Hamburger Bürgerschaft gehörte er von 1901 bis 1913 als Mitglied der Fraktion der Rechten an.
Eduard Wilhelm Westphal war mit Susanne Kaemmerer, einer Tochter Georg Heinrich Kaemmerers, verheiratet. Sein Vater war Carl Wilhelm Ludwig Westphal, die Sozialreformerin Antonie Wilhelmine Traun war seine Schwester und der Hamburger Senator Otto Eduard Westphal sein Bruder.
Der Historiker und Nationalsozialist Otto Westphal war sein Sohn.